# Achozen
Achozen je hiphopová kapela, kterou založil Shavo Odadjian a RZA. Skupina sama sebe označuje jako “heavy hip-hop”. Debutová deska měla vyjít už v roce 2009 prostřednictvím Shavova internetového vydavatelství urSession, ale stále nevyšla. Na její tvorbě se podílelo spousta hostů: George Clinton – (P Funk), John Frusciante – (Red Hot Chili Peppers), Killah Priest – (Wu-Tang Clan), GZA (Wu-Tang Clan), Sick Jacken – (Psycho Realm), Leggezin Fin. První písní, která oficiálně spatřila světlo světa byla "Deuces". Hudba skupiny se taktéž objevila ve filmu Babylon A.D. Byly to tyto písně: Deuces, Rollindissgeyes, Immaculate, Foreshadow, Digital Slaps, Build your Enemies, Blade Runner 0.8, A Single Moment.
RZA, známý pro jeho experimentální zvuk a rozmanité spoluprací, vytvořil skupinu s cílem rozšířit na jeho vlastním hudebním směru. Se skupinou provádějící i rock a rap, texty hrát s balad.

## Členové
Shavo Odadjian (System of a Down)

RZA (Wu-Tang Clan)

Kinetic 9 (Killarmy)

Reverend William Burke

## Alba
- Achozen – debutové, stejnojmenné album se kapela pokouší vydat od roku 2009, ale bezúspěšně. Datum vydání je momentálně neznámé.